# Marek Szyszko

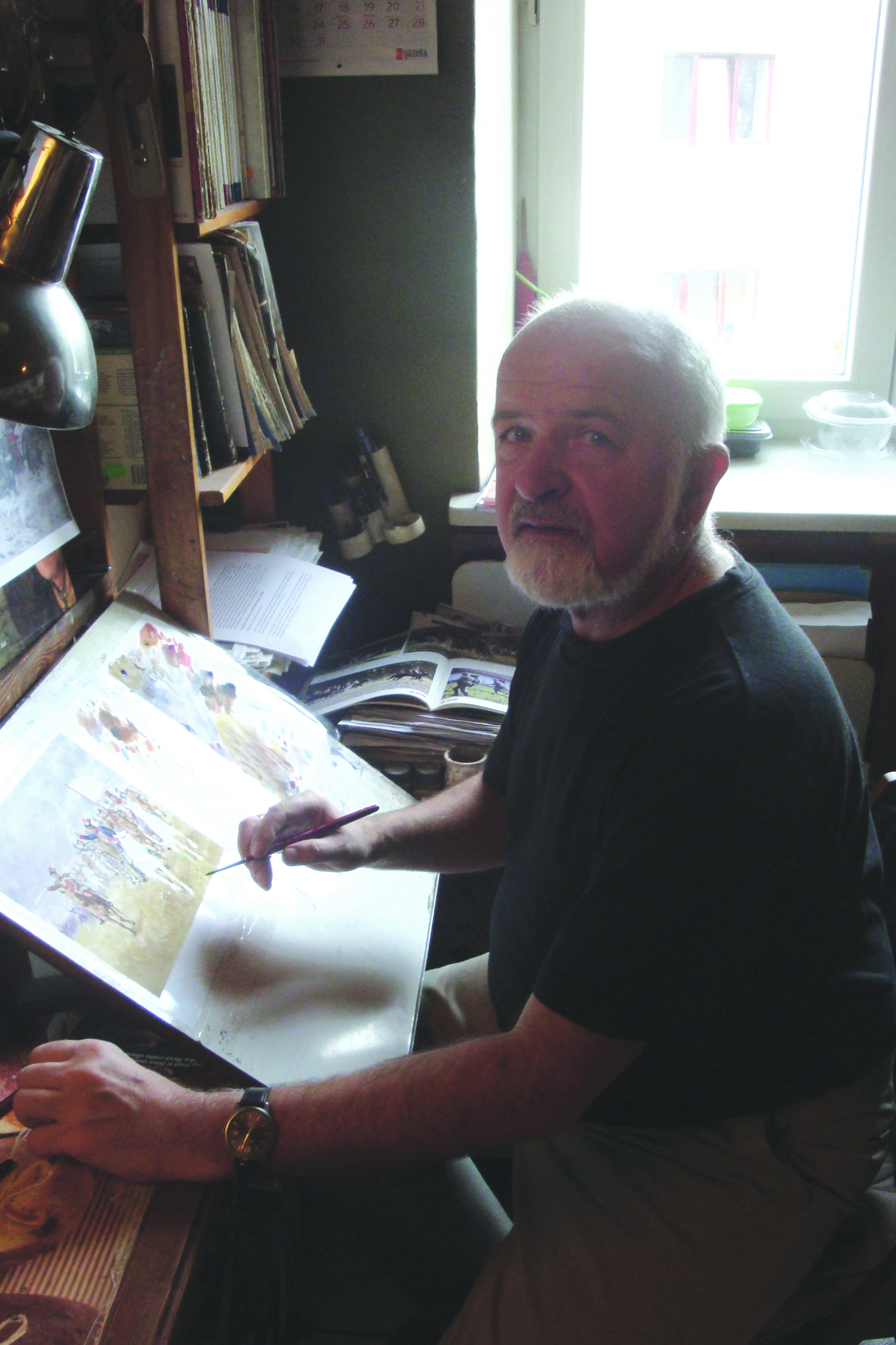
Marek Szyszko przy pracy nad ilustracją

Marek Szyszko (ur. 7 lutego 1951 w Warszawie) –  polski rysownik komiksów i ilustrator książek. Karierę komiksową zaczynał od krótkich historii w Relaxie, dokąd zaprosił go Grzegorz Rosiński. Rysował także zeszyty serii Pilot śmigłowca, Legendarna historia Polski, czy Polscy podróżnicy.
Po 1990 roku zrezygnował z pracy nad komiksem i zajął się ilustracją książkową. Do komiksu wrócił na potrzeby antologii 100 na 100. Antologia komiksu na stulecie odzyskania niepodległości.

### Serie
Seria: Klasyka przygodowa (scenariusz: Stefan Weinfeld)
- Wyspa skarbów  (Sport i turystyka - 1989)

Seria:  Polscy podróżnicy (scenariusz: Stefan Weinfeld)
- Prosto w paszczę smoka: O Bronisławie Grąbczewskim (Sport i turystyka - 1987)
- Po australijskie złoto: O Sygurdzie Wiśniowskim (Sport i turystyka - 1987)
- W poszukiwaniu prawdziwej Ameryki: O Henryku Sienkiewiczu (Sport i turystyka - 1988)

Seria: Leśny Klub Sportowy (scenariusz: Jerzy Dąbrowski)
- Cukierenka pod liściem (Sport i turystyka - 1984)
- Były w lesie raz igrzyska (Sport i turystyka - 1984)

Seria: Początki państwa polskiego (scenariusz: Barbara Seidler)
- Bolesław Krzywousty (Sport i turystyka - 1984)
- Władysław Łokietek (Sport i turystyka - 1985)
- Kazimierz Wielki (Sport i turystyka - 1988)

Seria: Pilot śmigłowca (scenariusz: Witold Jarkowski)
- Cele dla myśliwców (Sport i turystyka - 1982)
- Kraksa (Sport i turystyka - 1983)

### Albumy
- Ostatnia przystań cz. I i II (Sport i turystyka - 1986)
- Sąd Parysa (scenariusz: Jacek Bocheński - Sport i turystyka - 1986)
- Dr Jekyll & Mr Hyde (scenariusz: Stefan Weinfeld; wersja czarno-żółta: KAW - 1983, wersja kolorowa: "Razem" 1985)
- Tajemnica Kipu (scenariusz: Elżbieta Dobrzyńska; Relax 1979-1980)[5]

### Komiksy krótkometrażowe
- Na surowym korzeniu (scenariusz: Leszek Aleksander Moczulski; Relax - 1979)[2]
- W mocy wielkiej bogini (scenariusz: Maria Olszewska; Relax - 1979)[5]
- Konus (scenariusz: Szwed; Relax - 1979)
- Pięć kroków wstecz (scenariusz: Maria Chmurowa; Relax - 1979)[6]
- Lew z brązu (scenariusz: Maria Olszewska; Relax - 1979)
- Olbrzym z Cardiff (scenariusz: Stefan Weinfeld; "Wywiadowca XX wieku")
- Ogień nad Tajgą (scenariusz: Jan Chmielewski; "Ogień nad Tajgą" KAW - 1982)[7]
- Przeobrażenie (scenariusz: Stefan Weinfeld; "Ogień nad Tajgą" KAW - 1982)
- Pierwszy Polak w powietrzu ("Reporter")

### Książki
- Stanisław Marciniak, Marek Szyszko "Historia Polski dla Piotrka" Wyd. Polonia 1991
- Henryk Sienkiewicz "Krzyżacy" Wyd. Elipsa 1991